# مبادرة إمكانية الوصول إلى الإنترنت
مبادرة إمكانية الوصول إلى الأنترنت (بالإنجليزية: Web Accessibility Initiative) وتُعرف اختصارا ب(WAI)، هي مبادرة أطلقتها رابطة الشبكة العالمية بغرض تحسين ولوجية الأشخاص ذوي الاحتياجات الخاصة للشبكة العنكبوتية العالمية، وتمكينهم من سهولة تصفح الموارد على الأنترنت.
يواجه هؤلاء الأشخاص عموما صعوبات عند استخدام الحواسيب وكذلك عند تصفح الويب. ونظرا لاعتمادهم غالبا على أجهزة ومتصفحات غير شائعة، فإن جعل المواقع الإلكترونية متاحة بشكل أكبر يعود بالفائدة أيضا على مجموعة واسعة من الأجهزة، بما فيها الأجهزة المحمولة والهواتف التي تملك موارد محدودة. وفقا لدراسة صادرة عن الحكومة الاتحادية للولايات المتحدة، فإن 71% من زوار المواقع من ذوي الإعاقة يغادرون الموقع مباشرة إذا لم يكن سهل التصفح بالنسبة لهم.
أطلقت رابطة الشبكة العالمية مبادرة إمكانية الوصول إلى الأنترنت سنة 1997 بدعم من البيت الأبيض وأعضاء الرابطة. تضم هذه المبادرة عدة مجموعات عمل ومجموعات مهتمين تعمل على إعداد إرشادات وتقارير تقنية ومواد تعليمية ووثائق أخرى تتعلق بمختلف المكونات والأمور في هذا المجال، وتشمل هذه المكونات محتوى الويب، ومتصفحات الويب، ومشغلات الوسائط، وأدوات التأليف، وأدوات التقييم.

## التنظيم
تقوم المبادرة بإعداد الإرشادات والتقارير التقنية الأخرى باتباع نفس العملية المعتمدة في باقي أقسام ومشاريع رابطة الشبكة العالمية. وكغيرها من مبادرات الرابطة، تتكون المبادرة من عدة مجموعات عمل ومجموعات اهتمام خاص، لكل منها مجال تركيز محدد. وحدها مجموعات العمل تملك الصلاحية لإنتاج تقارير تقنية قد تُصبح لاحقا توصيات رسمية من رابطة الشبكة العالمية. كما يمكن لمجموعة العمل أن تفوض بعض المهام المحددة إلى قوة مهام، والتي تعرض بدورها نتائجها على مجموعة العمل للمصادقة عليها. أما مجموعات الاهتمام، فيمكنها إعداد تقارير، لكنها لا تصدر توصيات رسمية.
كل نوع من هذه المجموعات (مجموعة عمل، قوة مهام، مجموعة اهتمام) يمكن أن يمتلك قائمة أو أكثر للبريد الإلكتروني. كما أنها تعقد اجتماعات عبر مكالمات جماعية بصفة منتظمة (عادة مرة كل أسبوع أو أسبوعين)، وأحيانا تستعمل استبيانات عبر الإنترنت لجمع الآراء أو التعليقات من المشاركين. كما يمكنها أن تعقد اجتماعات حضوريا بين مرة وخمس مرات في السنة.
منذ عام 1997، تتولى جودي بروير منصب مديرة مبادرة إمكانية الوصول إلى الأنترنت. وبعد توليها المنصب، دافعت بروير عن تحسين إتاحة الويب للأشخاص ذوي الاحتياجات الخاصة وللمستخدمين المتقدمين في السن.

### مجموعة عمل إرشادات إتاحة أدوات التأليف (ATAG WG)
تقوم مجموعة عمل إرشادات إتاحة أدوات التأليف (بالإنجليزية: Authoring Tool Accessibility Guidelines Working Group) بإعداد الإرشادات والتقنيات والموارد الداعمة للأدوات التي تُستخدم في إنشاء محتوى الويب، سواء كانت محرر إتش تي إم إل على سطح المكتب أو نظام إدارة المحتوى عبر الإنترنت.
تنطبق متطلبات الإتاحة على جانبين: أولًا واجهة المستخدم الخاصة بالأداة، وثانيًا المحتوى الذي يتم إنشاؤه بواسطة الأداة.
تتكون مجموعة العمل من ممثلين عن مؤسسات تقوم بتطوير أدوات التأليف، وباحثين، وخبراء آخرين في هذا المجال.
أصدرت المجموعة النسخة الأولى من إرشادات إتاحة أدوات التأليف عام 2000، وأكملت النسخة الثانية ATAG 2.0 في عام 2015.
كما تم إعداد وثيقة داعمة بعنوان "تنفيذ ATAG 2.0"، والتي توفر مزيدًا من الشروحات والأمثلة والموارد حول ATAG 2.0.
كما نشرت المجموعة وثيقة بعنوان "اختيار واستخدام أدوات التأليف لإتاحة الويب".

### مجموعة عمل التعليم والتوعية (EOWG)
تقوم مجموعة عمل التعليم والتوعية (بالإنجليزية: Education and Outreach Working Group) بتطوير مواد تدريبية وتثقيفية حول إتاحة الويب. وقد أنتجت هذه المجموعة العديد من الوثائق في مواضيع متنوعة، من بينها:
- مزايا الإتاحة في أوراق الأنماط المتتالية.[11]

- منهج دراسي لإرشادات إتاحة محتوى الويب 1.0.[12]

- تقييم مواقع الويب من حيث الإتاحة، وهي سلسلة وثائق تغطي مواضيع مثل: تقييم الامتثال، مناهج التقييم في سياقات محددة، إشراك المستخدمين في تقييم إتاحة الويب، واختيار أدوات تقييم الإتاحة.[13]

- تخطيط التدريب على إتاحة الويب.[14]

- إعداد حالات عمل لإتاحة الويب في مؤسستك.[15]

- كيف يستخدم الأشخاص ذوو الاحتياجات الخاصة الويب، وهو مستند يصف شخصيات خيالية ذوي احتياجات خاصة وكيفية استخدامهم للويب في سيناريوهات مختلفة.[16]

بالإضافة إلى العديد من الصفحات التمهيدية على موقع الرابطة.
حاليا، لدى مجموعة العمل فريق مهام لدعم العمل الذي تم إنجازه ضمن مشروع مجموعة اهتمام مبادرة إمكانية الوصول إلى الأنترنت. وقد نشر هذا المشروع وثيقة تُراجع الأدبيات المتعلقة باحتياجات المستخدمين كبار السن وتقارن هذه الاحتياجات مع احتياجات الأشخاص ذوي الإعاقة التي عالجتها بالفعل إرشادات الرابطة.
كما يمكن لمجموعة عمل التعليم والتوعية مراجعة المسودات التي تنتجها مجموعات العمل الأخرى ضمن الرابطة.

### مجموعة عمل أدوات الإصلاح والتقييم (ERT WG)
تقوم مجموعة عمل أدوات التقييم والإصلاح (بالإنجليزية: Evaluation and Repair Tools Working Group) بتطوير مواصفات تقنية تدعم تقييم إتاحة مواقع الويب وإصلاحها وتحسينها. كما تحتفظ بقاعدة بيانات للأدوات المخصصة لتقييم المواقع وجعلها أكثر إتاحة (أي من خلال "الإصلاح" أو "التحسين اللاحق"). تتألف مجموعة العمل هذه من مطوري هذه الأدوات وباحثين في المجال، ويتركز عملها الحالي على ما يلي:
- لغة التقييم والتقرير (EARL): وهي لغة تهدف إلى التعبير عن تقارير التقييم بطريقة قابلة للقراءة آليًا.[19][20]

- مفردات HTTP في إطار توصيف الموارد (RDF): وتحدد كيفية تمثيل طلبات واستجابات بروتوكول نقل النصوص الترابطية باستخدام إطار توصيف الموارد.[21]

- تمثيل المحتوى في إطار توصيف الموارد: تحدد كيفية تمثيل المحتوى (سواء تم استرجاعه من الويب أو من جهاز تخزين محلي) باستخدام إطار توصيف الموارد.[22]

- طرق المؤشرات في إطار توصيف الموارد: وهو عمل أولي يهدف إلى تحديد كيفية تمثيل المواقع والأجزاء داخل المستندات على الإنترنت باستخدام إطار توصيف الموارد.[23]

### مجموموعة عمل البروتوكولات والصيغ (PFWG)
تقوم مجموعة عمل البروتوكولات والصيغ (بالإنجليزية: Protocols & Formats Working Group) بمراجعة جميع تقنيات رابطة الشبكة العالمية لضمان الإتاحة قبل نشرها كتوصية رسمية. كما نشرت المجموعة مذكرة حول مشكلات الإتاحة المرتبطة بالكابتشا،، بالإضافة إلى ورقة بحثية حول استخدام اللغة الطبيعية بالنسبة للأشخاص ذوي الإعاقات الإدراكية، وعمل أولي حول متطلبات الإتاحة للغات الترميز المعتمدة على XML والمعروفة باسم "إرشادات إتاحة XML".
في عام 2006، بدأت المجموعة في تطوير مجموعة من الوثائق والمواصفات الخاصة بالتطبيقات الغنية عبر الإنترنت الميسرة، والتي تعرف باسم واي-أريا (بالإنجليزية: WAI-ARIA).

### مجموعة الاهتمام بالبحث والتطوير (RDIG)
يتجلى هدف مجموعة الاهتمام بالبحث والتطوير (بالإنجليزية: Research and Development Interest Group) في زيادة دمج اعتبارات إتاحة الوصول في الأبحاث المتعلقة بتقنيات الويب، وتحديد المشاريع التي تبحث في إتاحة الويب واقتراح أسئلة بحثية قد تسهم في إنشاء مشاريع جديدة.
شهدت هذه المجموعة القليل جداً من النشاط منذ عام 2004، كما أن ميثاقها الحالي انتهى في نهاية عام 2006.

### مجموعة عمل إرشادات إتاحة وكيل المستخدم (UAWG)
تقوم مجموعة عمل إرشادات إتاحة وكيل المستخدم (بالإنجليزية: User Agent Accessibility Guidelines Working Group) بتطوير إرشادات وتقنيات ووثائق أخرى تهدف إلى تعزيز إتاحة وكلاء المستخدم مثل المتصفحات والبرامج المساعدة.
تتكون المجموعة بشكل رئيسي من منظمات تطور وكلاء المستخدم، وباحثين، وخبراء آخرين في مجال الإتاحة. ونشرت المجموعة إرشادات إتاحة وكيل المستخدم الإصدار 2.0 في ديسمبر 2015. وتشمل الوثائق الداعمة: مرجع UAAG 2.0 وأمثلة UAAG للأجهزة المحمولة. كما نشرت المجموعة إرشادات UAAG 1.0 كإحدى توصيات رابطة الشبكة العالمية في عام 2002.

### مجموعة اهتمام مبادرة إمكانية الوصول إلى الأنترنت (WAI IG)
مجموعة اهتمام مبادرة إمكانية الوصول إلى الأنترنت (بالإنجليزية: WAI Interest Group) هي مجموعة مفتوحة تمتلك قائمة بريدية يمكن لأي شخص الاشتراك فيها. يقوم موظفو رابطة الشبكة العالمية بنشر إعلانات عن وثائق المبادرة الجديدة في هذه القائمة لدعوة الأعضاء لمراجعتها وإبداء تعليقاتهم. كما ينشر أعضاء القائمة إعلانات عن الفعاليات والمنشورات ذات الصلة، ويطلبون المشورة بخصوص قضايا متعلقة بإتاحة الويب. لغة هذه القائمة البريدية هي الإنجليزية، ولا توجد قوائم بريدية موازية بلغات أخرى.

### مجموعة إرشادات الإتاحة (AGWG)
مجموعة إرشادات الإتاحة (بالإنجليزية: Accessibility Guidelines Working Group) (كانت تُسمى سابقا مجموعة إرشادات إتاحة محتوى الويب)، هي مجموعة تقوم بإعداد إرشادات وتقنيات ووثائق داعمة أخرى تتعلق بإتاحة محتوى الويب.
يشير مصطلح محتوى الويب إلى أي نوع من المعلومات التي قد تجدها في موقع ويب، مثل النصوص والصور والأشكال والأصوات ومقاطع الفيديو، بغض النظر عما إذا تم إنتاجها في جانب الخادم أو في جانب العميل باستخدام لغة برمجة نصية على جانب العميل مثل جافا سكريبت. لذلك، تنطبق هذه الإرشادات أيضًا على التطبيقات الغنية عبر الإنترنت.
تتكون المجموعة من ممثلين عن الصناعة، وشركات استشارات الإتاحة، وجامعات، ومنظمات تمثل المستخدمين النهائيين، إلى جانب خبراء آخرين في الإتاحة.
قامت المجموعة بنشر إرشادات إتاحة محتوى الويب 1.0 (WCAG 1.0) كتوصية من رابطة الشبكة العالمية في عام 1999، تلاها نشر وثائق تقنية في سنة 2000.
وفي سنة 2001، بدأت المجموعة العمل على WCAG 2.0، التي أصبحت توصية رسمية من رابطة الشبكة العالمية في 11 ديسمبر 2008.

### مجموعة التنسيق
تتولى هذه المجموعة مهام التنسيق بين كافة مجموعات العمل ومجموعات المهتمين الخاصة بالمبادرة، لكن تفاصيل ما تقوم به المجموعة ليس متاحا للعموم.

## الإرشادات والتقارير التقنية

### إرشادات إتاحة محتوى الويب
```
في 5 مايو 1999، نُشرت إرشادات إتاحة محتوى الويب 1.0 كتوصية من 
رابطة الشبكة العالمية
. كما نُشرت وثيقة ملحقة بعنوان "تقنيات إرشادات إتاحة محتوى الويب 1.0"
[
35
]
 كتقرير للرابطة في 6 نوفمبر 2000.
```

تُعد هذه الإرشادات مجموعة من الإرشادات التي تهدف إلى جعل محتوى الويب أكثر إتاحة للأشخاص ذوي الإعاقة، كما تساعد أيضًا على تحسين قابلية استخدام محتوى الويب على أجهزة أخرى مثل الأجهزة المحمولة (الهواتف الذكية والمساعدات الرقمية الشخصية).
تم الاعتراف بإرشادات WCAG 1.0 كمعيار فعلي، وتم الاعتماد عليها كأساس للتشريعات ومنهجيات التقييم في العديد من البلدان.
في 11 ديسمبر 2008، نشرت مجموعة عمل إرشادات إتاحة محتوى الويب النسخة 2.0 من الإرشادات كتوصية رسمية. وقد استندت في ذلك إلى متطلبات مختلفة كليًا عن تلك التي في النسخة الأولى من الإرشادات، ومنها:
- كان يجب أن تكون الإرشادات محايدة من حيث التكنولوجيا، بينما كانت النسخة الأولى تعتمد بشكل كبير على HTML وCSS.
- كان يجب صياغة الإرشادات كبيانات قابلة للاختبار، بدلًا من مجرد تعليمات للمطورين.

وقد تَمثّل التحدي في الجمع بين قابلية التطبيق العامة والدقة العالية في نفس الوقت.
وفي سنة 2018، نشرت مجموعة العمل النسخة 2.1 من الإرشادات، والتي ظلت مشابهة جوهريًا للنسخة السابقة، لكنها أضافت بعض التوصيات الإضافية في مجالات محددة:
- تحسين الإتاحة على الأجهزة المحمولة.
- مراعاة احتياجات المستخدمين ذوي الرؤية الضعيفة.

### إرشادات إتاحة أدوات التأليف
طُورت إرشادات إتاحة أدوات التأليف 2.0 من قبل مجموعة عمل إرشادات إتاحة أدوات التأليف، واعتُمدت كتوصية رسمية من رابطة الشبكة العالمية في 24 سبتمبر 2015. وهذه الإرشادات هي مجموعة إرشادات لمطوري أي نوع من أدوات تأليف محتوى الويب، مثل:
- محررات HTML البسيطة،
- الأدوات التي تُصدّر المحتوى لاستخدامه على الويب (مثل معالجات النصوص التي يمكنها الحفظ بصيغة HTML)،
- الأدوات التي تنتج الوسائط المتعددة،
- أنظمة إدارة المحتوى،
- أنظمة إدارة التعلم،
- وسائل التواصل الاجتماعي، وغيرها.

والهدف من هذه الإرشادات هو تمكين المطورين من إنشاء أدوات:
- تكون متاحة للمؤلفين بغض النظر عن إعاقتهم؛
- تنتج محتوى متاحا بشكل افتراضي؛
- تدعم وتُشجع المؤلفين على إنشاء محتوى متاح.

يوجد مستند متمم لهذه الإرشادات، بهدف جعل هذه الإرشادات مشروحة ومفهومة سواء من حيث المحتوى أو طريقة التنزيل والاعتماد، وذلك من خلال أمثلة عملية، وموارد إضافية. يساهم تنفيذ توصيات هذه الإرشادات في تقليل تكاليف الإتاحة، لأن المؤلفين يُزودون بالأدوات اللازمة لإنشاء محتوى متاح.
من بين الأدوات التي تسعى لتطبيق هذه الإرشادات:
- CKEditor
- دروبال

أما إصدار إرشادات إتاحة أدوات التأليف 1.0 فقد نُشر سنة 2000 من طرف نفس المجموعة.

### إرشادات إتاحة وكلاء المستخدم
طورت مجموعة عمل إرشادات إتاحة وكلاء المستخدم النسخة الأولى من إرشادات إتاحة وكلاء المستخدم، واعتُمدت كتوصية رسمية من رابطة الشبكة العالمية في 17 ديسمبر 2002.
هذه الإرشادات هي مجموعة من التوصيات لمطوري وكلاء المستخدم (مثل المتصفحات ومشغلات الوسائط)، بهدف جعل وكيل المستخدم متاحا وسهل الوصول للمستخدمين ذوي الاحتياجات الخاصة.
في اليوم نفسه، نُشر مستند بعنوان تقنيات إرشادات إتاحة وكلاء المستخدم 1.0، هدفه تقديم تقنيات تساعد على تلبية النقاط المرجعية المحددة في هذه الإرشادات.
كما أنتج أعضاء مجموعة العمل مستندات داعمة أخرى، منها ملاحظات أولية حول كيفية تقييم وكيل المستخدم من حيث الامتثال للإرشادات، إلا أن هذا المستند لم يُعتمد رسميًا من قبل المجموعة. حتى الآن، لم يتم الإبلاغ عن أي وكيل مستخدم على أنه متوافق تمامًا مع هذه الإرشادات.
حاليًا، تعمل المجموعة على إصدار جديد من الإرشادات، حيث نُشرت أول مسودة عامة لإرشادات إتاحة وكلاء المستخدم 2.0 في 12 مارس 2008.

### إرشادات إتاحةلغة التأشير الوسوعة
تشرح إرشادات إتاحة لغة التأشير الوسوعة أو ما يعرف ب كيفية تضمين ميزات في تطبيقات XML بهدف تعزيز الإتاحة. توقف العمل على هذه الإرشادات في عام 2002، ولا يزال المشروع لحد الآن في حالة مسودة عمل.

### التطبيقات الغنية بالإنترنت المتاحة
واي-أريا وهي اختصار ل(مبادرة إتاحة الويب – التطبيقات الغنية بالإنترنت المتاحة، (بالإنجليزية: Web Accessibility Initiative – Accessible Rich Internet Applications))، هي مواصفة تقنية أصبحت معيار ويب موصى به من قبل رابطة الشبكة العالمية بتاريخ 20 مارس 2014.
تتيح واي-أريا لصفحات الويب (أو أجزاء من الصفحات) أن تُعتبر تطبيقات برمجية بدلاً من كونها مجرد صفحات ويب ثابتة، وذلك من خلال إضافة معلومات حول الأدوار والخصائص والحالات إلى التطبيقات الديناميكية على الويب.
تُوجه واي-أريا للمطورين العاملين على تطبيقات الويب، ومتصفحات الويب، والتقنيات المساعدة، بالإضافة إلى أدوات تقييم الإتاحة.

## وصلات خارجية
- الموقع الرسمي
- إرشادات إتاحة محتوى الويب 1.0
- إرشادات إتاحة محتوى الويب 2.0
- إرشادات إتاحة أدوات التأليف 2.0
- تطبيق إرشادات ATAG 2.0
- إرشادات إتاحة أدوات التأليف 1.0
- إرشادات إتاحة وكلاء المستخدم 1.0
- إرشادات إتاحة لغة التأشير الوسوعة
- مجموعة عمل التعليم والتوعية
- جموعة الاهتمام بالبحث والتطوير
- من هنا الانطلاقة
- تاريخ المبادرة